# Квибиси
Квибиси (груз. ყვიბისი) — село в Грузии, на территории Боржомского муниципалитета края (мхаре) Самцхе-Джавахети.

## География
Село находится на юге центральной части Грузии, на правом берегу Куры, вблизи места впадения в неё реки Квибисисцкали, на расстоянии 1 километра (по прямой) к северо-востоку от города Боржоми, административного центра муниципалитета. Абсолютная высота — 798 метров над уровнем моря.

## Население
По результатам официальной переписи населения 2014 года, в Квибиси проживало 1527 человек (735 мужчин и 792 женщины). В национальной структуре населения грузины составляли 98,6 %, армяне — 0,5 %, осетины — 0,5 %.
| Год  | Население, человек |
| ---- | ------------------ |
| 2002 | 1771               |
| 2014 | ↘ 1527             |